# Roman policier historique
Le roman policier historique est un genre romanesque, appartenant au roman policier, qui associe une enquête policière ayant pour arrière-plan une époque historique particulière (Grèce antique, Moyen Âge, Premier Empire, Belle Époque...) ou une civilisation ancienne et une intrigue mêlant généralement des événements et des personnages réels et fictifs.

## Historique
Des auteurs comme « Agatha Christie (La mort n'est pas une fin, 1944) ou, un peu plus tard, John Dickson Carr (Le Diable de velours, 1951) et quelques autres auteurs [...] se sont essayés au roman policier historique, mais c'est au Néerlandais Robert Van Gulik, sinologue de renom, que l'on doit, au lendemain de la Seconde Guerre mondiale, la véritable naissance du genre avec sa série consacrée au juge Ti, un magistrat » de la Chine du VIIe siècle. D'autres tentatives ne sont pas couronnées de succès, notamment la collection Le Gibet des Éditions Robert Laffont en 1955.
À partir de 1977, Edith Pargeter signe, sous le pseudonyme de Ellis Peters, la série policière historique des « aventures de Frère Cadfael (un moine bénédictin de l'abbaye de Shrewbury) qui se déroulent dans les années 1140 » et peut, à ce titre, être considérée comme une des fondatrices du genre. Dès lors, le roman policier historique prend « une importance croissante tant dans les pays anglo-saxons qu'en France ». La référence la plus connue du grand public reste toutefois Le Nom de la rose (Il nome della rosa, 1980) de l'écrivain italien Umberto Eco, récit situé au Moyen Âge qui s'inspire en partie du Sherlock Holmes d'Arthur Conan Doyle. Il est d'ailleurs possible de faire remonter les origines du genre aux premiers pastiches holmesiens postérieurs au décès d'Arthur Conan Doyle en 1930.
Récemment, les œuvres « érudites » de Dan Brown – Anges et Démons (2000) et Da Vinci Code (2003) – se rapprochent fortement du genre en raison du cadre historique des récits et de nombreuses références historiques multipliées par l'auteur, même si ces romans ne constituent pas à proprement parler des romans policiers historiques.
En France, les collections Grands détectives chez 10/18 et Labyrinthes, puis Masque poche aux Éditions du Masque offrent un large éventail de romans policiers historiques.

## Liste d'auteurs spécialistes du genre
Cette liste alphabétique est organisée de manière suivante : nom de l'auteur – titre de l'ouvrage/de la série – époque de référence.
- Boris Akounine (pseudonyme) – Série des enquêtes d'Éraste Pétrovitch Fandorine – Russie tsariste des années 1890-1900
- Elena Arseneva - Série des enquêtes du boyard Artem - Russie, XIe siècle
- Alain Berenboom - les enquêtes de Michel Van Loo, détective privé - la Belgique de l'immédiate après-guerre
- Heliane Bernard - La Colline aux corbeaux, Volume 1 de la Saga Les Dents noires, sous la Renaissance.
- Fabrice Bourland – Les aventures d’Andrew Singleton et James Trelawney – Europe et États-Unis dans les années 1930
- Gyles Brandreth – Enquêtes d'Oscar Wilde – Angleterre victorienne
- Armand Cabasson – Série les Enquêtes de Quentin Margont – Guerres napoléoniennes, 1809-1814.
- John Dickson Carr - notamment La Fiancée du pendu
- Paul C. Doherty - série Hugh Corbett- espion du roi Édouard 1er (l'auteur publie aussi sous les pseudos de Paul Harding et CL Grace)
- Christian Faure - La Colline aux corbeaux, Volume 1 de la Saga Les Dents noires, sous la Renaissance.
- Nicole Gonthier - les enquêtes d'Arthaud de Varey - Lyon, XVe siècle.
- C.L. Grace- série Kathryn Swinbrooke- apothicaire au XVe siècle (l'auteur publie aussi d'autres séries historiques sous les pseudos de Paui Harding et Paul C. Doherty)
- Charles Haquet - Les enquêtes du samouraï Tosode - Japon de la fin du XIXe siècle.
- Paul Harding - frère Athelstan- l'Angleterre du XIVe siècle (à noter que l'auteur publie aussi sous les pseudos Paul Doherty et CL. Grace)
- Claude Izner (pseudonyme) – Les enquêtes du bouquiniste Victor Legris – Paris, Belle Époque
- Christian Jacq – La trilogie du Juge d'Égypte – Égypte, âge d'or des pyramides
- Andrea H. Japp (pseudo) - Tétralogie des Mystères de Druon de Brévaux, époque Philippe le Bel
- Hervé Jubert – La Trilogie de Blanche – Paris, fin du XIXe siècle
- Philip Kerr - commissaire devenu détective Bernie Gunther - l'Allemagne nazie (et l'après-guerre nazie)
- Raymond Khoury – Le Dernier Templier – France, fin de l'époque des Templiers
- Joseph Kanon - l'immédiate après-guerre et la guerre froide
- Frédéric Lenormand – Voltaire mène l'enquête – Paris, XVIIIe siècle ; la nouvelle série du Juge Ti – Dynastie Tang
- Loredan (pseudonyme) – Les Mystères de Venise – XVIIIe siècle
- Viviane Moore – La Nef des damnés – Sicile, XIIe siècle
- Dominique Muller – Les enquêtes de Sauve-du-Mal – Régence, début XVIIIe siècle
- Jacques Neirynck – Les enquêtes du capitaine Raoul Thibaut de Mézières, agent spécial de la Présidence de la République – France, début du XXe siècle
- Béatrice Nicodème – Série Révolution-Consulat-Empire (1794-1804) : Les Loups de la Terreur, La Mort du Loup blanc, Le Chacal rouge, La Conspiration de l'Hermine, L'Envol de l'Aigle
- Marc Paillet - Les enquêtes d'Erwin le Saxon et de Childebrand - Empire carolingien, VIIIe – IXe siècles
- Jean-François Parot – Les enquêtes de Nicolas Le Floch – Paris, XVIIIe siècle
- Anne Perry (pseudonyme) – Les séries victoriennes William Monk (circa 1850) et Charlotte et Thomas Pitt (circa 1890)
- Ellis Peters (pseudonyme) – Les enquêtes de Frère Cadfael – XIIIe siècle
- Jean-Christophe Portes — Les enquêtes de Victor Dauterive — Révolution française
- Guillaume Prévost – Enquête de Léonard de Vinci dans Les Sept Crimes de Rome[2] – XVIe siècle
- Guillaume Prévost – Enquête de Jules Verne dans Le Mystère de la chambre obscure – Paris, XIXe siècle
- Candace Robb – Série Owen Archer – Ville d'York, XIVe siècle
- Christopher John Sansom – Les enquêtes de l'avocat Matthew Shardlake sous le règne d'Henri VIII
- Steven Saylor – Les enquêtes de Gordien dans la République romaine
- Frank Tallis – Les Carnets de Max Liebermann – Vienne, début du XXe siècle
- Tran-Nhut – Les enquêtes du mandarin Tân – Viêt-Nam, XVIIe siècle
- Peter Tremayne (pseudonyme) – Enquêtes de Sœur Fidelma – Irlande, VIIe siècle
- Robert van Gulik – Série du Juge Ti – Chine Ancienne, VIIe siècle (Dynastie Tang)
- Anne Villemin Sicherman - Les enquêtes d'Augustin Duroch - Metz XVIIIe siècle
- Richard Zimler – Le Dernier Kabbaliste de Lisbonne – Lisbonne, XVIe siècle

## Chronologie des périodes historiques abordées

### Égypte ancienne
- Agatha Christie, avec La mort n'est pas une fin[2], unique incursion de la romancière britannique, en 1945, dans ce genre spécifique, tous ses autres romans ou nouvelles signés sous ce nom ayant pour cadre le XXe siècle contemporain de l'auteur.
- Paul C. Doherty (avec son personnage Amerotke, sous le règne d’Hatchepsout)[2]
- Anton Gill (qui met en scène un scribe égyptien)[2]
- Lauren Haney (en) (qui situe son action sous le règne d’Hatchepsout)[2]
- Christian Jacq (dans sa trilogie Le juge d’Égypte, notamment)[2]
- Lynda S. Robinson[2]

### Grèce antique
- Paul C. Doherty (personnage de Telamon, proche d’Alexandre le Grand)[2]
- Margaret Doody (avec Aristote comme personnage principal)[2]
- Claude Mossé (avec Aristote comme personnage principal)[2]

### Rome antique
- Danila Comastri Montanari
- Lindsey Davis (avec son personnage Marcus Didus Falco, détective privé romain)[2]
- Anne de Leseleuc (avec son personnage Marcus Aper, avocat gaulois)[2]
- John Maddox Roberts (série SPQR)[2]
- Steven Saylor (avec son personnage Gordien, détective privé romain)[2]
- Marie Visconti[2]

### Chine ancienne
- Robert van Gulik et Frédéric Lenormand : Chine des Tang

### Moyen Âge
- Candace Robb (avec son enquêteur archer du XIIIe siècle)[2]
- Ian Morson (personnage de William Falconer, professeur à l’université d’Oxford au XIIIe siècle)[2]
- Paul C. Doherty (personnage de Hugh Corbett, espion d’Édouard Ier), ainsi que sous les pseudonymes C. L. Grace (personnage d'une jeune femme médecin à Canterbury au XIVe siècle) et Paul Harding (personnage de frère Athelstan au début du règne de Richard II)[2]
- Kate Sedley (personnage du colporteur Roger Chapman sous le règne d'Édouard IV)[2]
- Mary Monica Pulver et Gail Frazer sous le nom de plume Margaret Frazer (en) (les enquêtes de sœur Prévisse en 1431)[2]
- Caroline Roe (personnage de médecin juif et aveugle qui enquête au XIVe siècle dans le royaume d’Aragon)[2]
- Marc Paillet (qui met en scène des missi dominici dans la France rurale de l’empire carolingien)[2]
- Viviane Moore (avec le chevalier Galeran de Lesneven, et La Saga de Tancrède le Normand, de Sicile)[2]
- Elena Arseneva (le boyard Artem)[2]
- Peter Tremayne[2]
- Roberta Gellis (en)[2]
- Sharan Newman (autour des personnages d’Héloïse et d’Abélard)[2]

### Renaissance
- Hubert de Maximy (Paris des années 1400-1500)[2]
- Elizabeth Eyre (en), pseudonyme de Jill Staynes et Margaret Storey (série Sigismondo, qui se déroule en Italie)[2]
- Keith Miles (autour du monde du théâtre à l’époque élisabéthaine)[2]

### Époque moderne
- C. J. Sansom (personnage d’un notaire sous le règne d'Henri VIII)[2]
- Arlette Lebigre (à la cour de Louis XIV)[2]
- Philippe Collas (avec Jean de La Fontaine comme personnage principal)[2]
- Dominique Muller (sous la Régence)[2]
- Colette Lovinger-Richard[2]
- Jean d’Ailllon[2]
- Hubert Prolongeau (avec les encyclopédistes)[2]
- Bruce Alexander (personnage de John Fielding)[2]
- Deryn Lake (personnage de John Fielding)[2]
- Fidelis Morgan[2]
- John Dickson Carr[2]
- Stephanie Barron (avec Jane Austen en détective)[2]
- Béatrice Nicodème (sous la Terreur)[2]
- Bernard Bastable (avec Mozart comme personnage principal)[2]
- Peter Lovesey (avec Édouard VII comme personnage principal)[2]
- Paul Halter (Angleterre victorienne de la Belle Époque)[2]
- Jean Stubbs (personnage de l’inspecteur Lintott, sous le règne de Victoria)
- Anne Perry (deux séries sous le règne de Victoria, avec les personnages de Charlotte Pitt et de Esther Latterly)[2]
- Boris Akounine (personnage de d’Éraste Fandorine durant la Russie des tsars)[2]
- Barbara Hambly (personnage d'un médecin noir diplômé de la faculté de Paris de retour à la Nouvelle-Orléans)[2]
- Miriam Grace Monfredo (civilisation nord-américaine des années 1850)[2]
- Caleb Carr (personnage de Lazlo Kreizler)[2]
- Elizabeth Peters (Égypte sous domination anglaise)[2]
- Michael Pearce (Égypte sous domination anglaise)[2]
- Barbara Cleverly (en) (Inde sous domination anglaise)[2]
- Dianne Day (personnage de Fremont Jones, jeune femme vivant à San Francisco dans les années 1900)[2]
- Claude Izner[2]
- Jean Contrucci[2]
- Nicolas Bouchard[2]
- Hervé Le Corre[2]

### Époque contemporaine
- Olen Steinhauer (période du rideau de fer, de 1948 à 1988)[2]
- Rebecca Pawel (police franquiste après 1939)[2]

### Par Pays

#### Autriche
- début du XXe siècle : Frank Tallis

#### Belgique
- immédiat après-guerre : Alain Berenboom

#### France
- VIIIe – IXe siècles : Marc Paillet
- XIIe siècle : Viviane Moore
- XIIIe siècle : Jean d'Aillon (Guilhem d'Ussel)
- XVe siècle : Nicole Gonthier
- XVIe siècle : Heliane Bernard, Christian Faure
- XVIIe siècle : Jean d'Aillon
- XVIIIe siècle : Jean-François Parot, Frédéric Lenormand, Jean-Christophe Duchon-Doris et Anne Villemin Sicherman
- La Révolution : Jean-Christophe Portes et Béatrice Nicodème
- Premier Empire : Armand Cabasson, Jacques Sudre
- Troisième République, fin du XIXe siècle, début du XXe : Claude Izner, Jacques Neirynck et Delphine Montariol
- Belle Époque : Claude Izner
- Entre-deux-Guerres : Hervé Gaillet

#### Grande-Bretagne
- Moyen Âge : Paul C. Doherty, Ellis Peters, Candace Robb, Peter Tremayne et Kate Sedley (pseudonyme)
- XVe siècle : Kate Sedley, C.L. Grace
- XVIIe siècle : 
  - Bruce Alexander
- XIXe siècle :
  - John Dickson Carr - notamment La Fiancée du pendu
- Époque victorienne/édouardienne, Première Guerre mondiale incluse : Anne Perry
- Époque victorienne : Gyles Brandreth, Peter Lovesey, Jean Stubbs et Delphine Montariol
- Entre-deux-Guerres : Fabrice Bourland

#### Italie
- XVIIIe siècle : Loredan

#### Japon
- débuts du IIe millénaire : I. J. Parker[2]
- XVIIe siècle : Dale Furutani[2]
- fin du XIXe siècle : Charles Haquet (débuts de l’ère Meiji)[2]

#### Russie
- XIe : Elena Arseneva
- fin XIXe, début XXe siècle : Boris Akounine

#### Viêt-Nam
- XVIIe siècle : Tran-Nhut[2]

## Prix de littérature policière historique
- Ellis Peters Award (Royaume-Uni), décerné par la Crime writers' association à un roman policier historique dont l'intrigue se déroule au minimum 35 ans avant la date de publication.
- Prix Historia du roman policier historique (France), décerné par la revue Historia.
- Prix Arsène Lupin du roman policier (France), ouvert au roman policier historique.
- Prix du polar historique décerné au Salon du livre de Montmorillon[3].
- Prix du Noir Historique, décerné aux rendez vous de l'Histoire de Blois.

## Les «pastiches holmesiens» postérieurs à la mort de Conan Doyle (1930)
Les auteurs étant légion, surtout bien évidemment en anglais, cette liste est loin d'être exhaustive.
- auteurs d'expression française :
  - André-Paul Duchâteau : anthologie Sherlock Holmes revient
  - Jean Dutourd : Les Mémoires de Mary Watson
  - Béatrice Nicodème, avec un pastiche holmesien (Défi à Sherlock Holmes) et une série de romans mettant en scène Wiggins, le jeune chef des Irréguliers de Baker Street.
  - René Réouven : Histoires secrètes de Sherlock Holmes, Denoël, 1993
  - Yves Varende
- auteurs d'expression anglaise :
  - August Derleth et sa série des enquêtes de Solar Pons
  - June Thomson

## Productions cinématographiques ou télévisuelles
Le cinéma et la télévision font leur apparition avec les romans feuilletons (petite histoire hebdomadaire).

### Séries télévisées
- Les Brigades du Tigre : séries télévisées françaises diffusée de 1974 à 1983. Série d'aventures policières se situant avant et après la Première Guerre mondiale.
- Vidocq : série télévisée française de 1967, suivie d'une deuxième intitulée Les Nouvelles Aventures de Vidocq en 1971. Séries d'aventures policières sous le Premier Empire.
- Nicolas Le Floch : série télévisée française initiée en 2008. Séries d'aventures policières qui se déroulent principalement à Paris  au XVIIIe siècle.

### Cinéma
- Les Brigades du Tigre : film français de Jérôme Cornuau sorti en 2006.